# 峠
峠（とうげ）は、山道を登ってそこから下りになる場所、あるいは山脈越えの道が通る最も標高が高い地点である。なお、峠の片側にのみ大きな高低差があり、もう一方の側が平坦に近いものを片峠（かたとうげ）という。日本の代表的な片峠としては碓氷峠がある。また、本来の意味から転じて、何らかの物の勢いが最も盛んな時期を指していう。
峠は、中国地方で垰あるいは乢とも書き、「たお」「とう」「たわ」「たわげ」などと呼ぶ地方があり、地名などにも見られる（岡山県久米南町安ケ乢など）。登山用語では乗越（のっこし）、または単に越（こえ、こし）などとも言い、山嶺・尾根道に着目した場合は鞍部（あんぶ）、窓、コル（Col）とも言う。
かつて峠はクニ境で、その先は異国の地であったことから、旅の無事を祈り、帰り着いたときの無事を感謝する祠を設けている場所が多い。この祠は、異郷の地から悪いものが入り込まないための結界の役割も果たしていたと考えられる。

## 語源
語源は「手向け（たむけ）」で、旅行者が安全を祈って道祖神に手向けた場所の意味と言われている。「峠」という文字は室町時代に日本で会意で形成された国字（和製漢字）である。

## ドライブコースとしての峠
自動車やオートバイのツーリングコースとして呼称される「峠」とは、必ずしも上記のような限定的な意味ではなく、山間部にある道路において峠を含むつづら折れの区間全体を指すことが多い。日本国外でも、近年「Tōge」として使用されている。
スポーツドライビング/ライディングには「峠攻め」なる言葉がある。道路幅が狭く多数の急カーブや急勾配がある峠道は夜になると「ローリング族」や「峠族」と呼ばれる暴走族（違法競走型暴走族）が出没することがある。特にこれらの走り屋の活動が全盛期、かつ、それらへの対策が不十分だった昭和末期から平成中期にかけての時代は騒音や暴走行為が地域の社会問題となることも多かった。

## 世界の主な峠

### アジア
- ミンタカ峠
- カイバル峠
- 寿峠（壽峠、壽𡶛、壽卡）
  - 台湾の屏東県と台東県の間、南迴公路（台9線）に「寿峠」という日本統治時代の名残の地名がある。しかし、「峠」の文字は国字で中国語には本来ないため、中国語にあって字体の似た「卡」を旁に用いた「𡶛」か、偏も省いた「卡」で表記されることが多く、「カー」（kǎ）と発音されている。
- 高熊峠
  - 台湾の苗栗県にある地名。
- 肉板峠
  - 台湾の新北市にある地名。
- 三角嶺峠
  - 台湾の南投県にある地名。
- 八幡峠
  - 台湾の南投県にある地名。
- アリラン峠（アリランコゲ）
  - 元来『アリラン』という朝鮮民謡中に出てくる架空の峠であったが、同曲にちなんで朝鮮半島各地の峠に命名される。
- ハイヴァン峠
  - ベトナムの南北を隔てる峠。ここを境に気候、人間の性格、食事の味付けまでも変わるとまで言われている。チュノムを使っていた頃のベトナムでは、峠のことを「𡸇」（山へんに条）と書いていた。
- 大関嶺
  - 大韓民国の江原特別自治道にある地名。

### ヨーロッパ
- イズラン峠
- ガリビエ峠
- プチ・サン・ベルナール峠
- グラン・サン・ベルナール峠
- ツールマレー峠
- ブレンネル峠
- モン・スニ峠
- ステルヴィオ峠

### アメリカ
- テハチャピ峠
- テホン峠
- ドナー峠
- カホン峠